# Едрік (король Кенту)
Едрік (араг. Eadric; ? — 31 серпня 686/687) — король Кенту у 685—686 роках.

## Життєпис
Походив з династії Ескінгів. Син Еґберта I, короля Кенту. Про дату народження нічого невідомо. Коли у 673 році помер його батько, Едрік був ще дуже молодий, а тому королем Кенту став його стрийко Глотгер.
У 679 році, відповідно до хронік, досягнувши повноліття, Едрік став правити разом з Глотгером. Збірка законів Кенту носить ім'я двох королів. Цим кодексом коригувалися покарання за злочини, а головним чином встановляювалася процедура дослідження та хід покарання.
У 685 році Глотгер, маючи намір передати трон синові Річардові, вигнав Едріка. Той втік до Сассексу, звідки повернувся з потужним військом, з яким повалив короля Глотгера.
Одноосібне панування короля Едрік було нетривалим. «Англосаксонський часопис» повідомляє про напад на Кент Кедвалли, короля Вессексу, у 686 році. Ймовірно, Едрік загинув у боротьбі з ним, що трапилося десь після липня 686 року. Одна з франкських хронік називає датою його смерті 31 серпня 687 року. Проте можливо рік не відповідний, найпевніше — 686 рік.